# Ellen Callmann
Ellen Callmann (* 12. September 1926; † 12. Juli 2002) war eine US-amerikanische Kunsthistorikerin.

## Leben und Wirken
Ellen Callmann war die Tochter des Juristen Rudolf Callmann und dessen Ehefrau Maria geb. Hess. Ab etwa 1963 lehrte sie Kunstgeschichte am Finch College und am Bard Graduate Center for Studies in the Decorative Arts in New York City. 1972 ging sie an das Muhlenberg College nach Allentown, Pennsylvania.
1974 wurde sie mit einer Arbeit über den italienischen Maler Apollonio di Giovanni (1415/1417–1465) am Institute of Fine Arts der New York University promoviert. Am Muhlenberg College wurde sie zum Professor berufen und war Leiter des Kunstdepartments. Der Schwerpunkt ihrer Forschungs- und Publikationstätigkeit war die Renaissance. 1984 wurde sie emeritiert.
Ellen Callmann war Mitglied der College Art Association. Sie verfasste Artikel und Essays für das Grove Dictionary of Art, das Art Bulletin der College Art Association und Zeitschriften wie Apollo Magazine, The Burlington Magazine, Antichità Viva und Bollettino d’arte. Sie übersetzte auch Bücher und Artikel aus dem Französischen, aus dem Deutschen und aus dem Italienischen.

## Schriften
- Apollonio di Giovanni. Dissertation. Universität New York 1974. Clarendon, Oxford 1974, ISBN 0-19-817196-X (Oxford studies in the history of art and architecture.)
- The triumphal entry into Naples of Alfonso I. In: Apollo. 109, 1979, ISSN 0003-6536, S. 24–31.
- The Growing Threat to Marital Bliss as Seen in Fifteenth-Century Florentine Paintings. In: Studies in Iconography. 5, 1979, ISSN 0148-1029, S. 73–92.
- Beyond Nobility: Art for the Private Citizen in the Early Renaissance. Ausstellungskatalog zur Ausstellung vom 28. September 1980 bis zum 4. Januar 1981. Allentown Art Museum, Allentown 1981, OCLC 7175846.
- Family Pride. The Italian Renaissance House and its Furnishings. The Hyde Collection, Glens Falls, N.Y., 1984, ISBN 0-96067182-X.
- Apollonio di Giovanni and Painting for the Early Renaissance Room. In: Antichità viva. 27, Nr. 3–4, ISSN 0003-5645, 1988, S. 5–18.
- Subjects from Boccaccio in Italian painting, 1375–1525. In: Studi sul Boccaccio. 23. Sansoni, Florenz 1995, ISSN 0585-4997, S. 19–78.
- Masolino da Panicale and Florentine cassone painting. In: Apollo. 150, 1999, ISSN 0003-6536, S. 42–49.
- Love Bound, a Sienese Desco. In: Ornella Francisci Osti (Hrsg.): Mosaics of Friendship. Studies in Art and History for Eve Borsook. Centro Di, Florenz 1999, ISBN 88-7038-338-5.
- William Blundell Spence and the Transformation of Renaissance Cassoni. In: The Burlington Magazine. 141, Juni 1999, ISSN 0007-6287, S. 338–348.
- Painting Masaccio’s Florence. In: Diane Cole Ahl (Hrsg.): The Cambridge Companion to Masaccio. Cambridge University Press, New York 2002, ISBN 0-521-66941-3, S. 64–86.[3]